# Marianne Fritz
Marianne Fritz (geb. Frieß; * 14. Dezember 1948 in Weiz/Steiermark; † 1. Oktober 2007 in Wien) war eine österreichische Schriftstellerin.

## Leben
Die in der Steiermark geborene Marianne Fritz legte nach einer Ausbildung zur Bürokraft auf dem zweiten Bildungsweg die Matura ab. Sie lebte und arbeitete als freie Schriftstellerin, finanziell abhängig von Stipendien, in bescheidenen Verhältnissen in Wien. Sie scheute den Umgang mit der Öffentlichkeit, über ihren Lebenslauf ist abgesehen von ihrer literarischen Arbeit wenig bekannt. In den 1970er Jahren war sie mit dem Schriftsteller Wolfgang Fritz verheiratet.

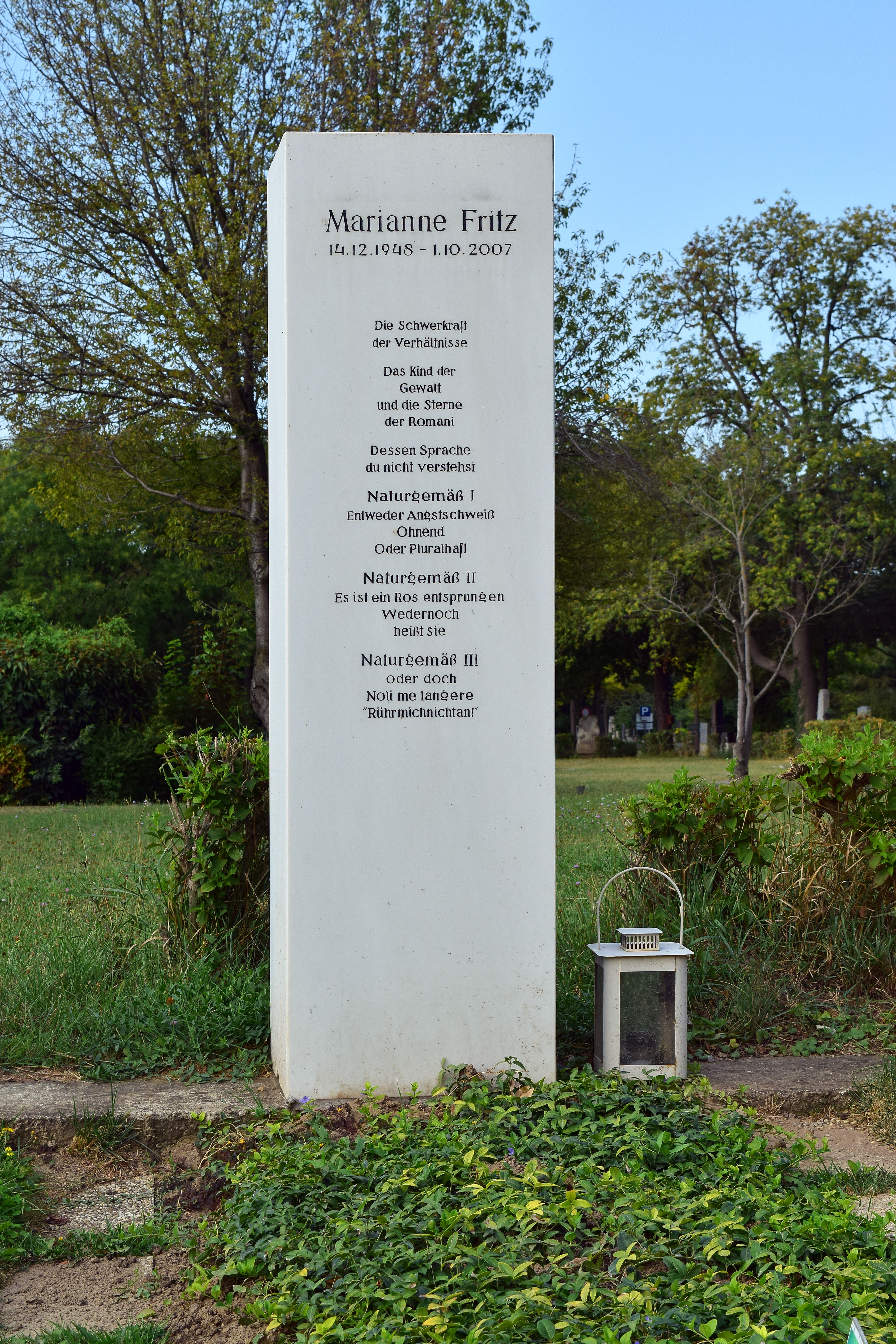
Ehrenhalber gewidmetes Grab auf dem Wiener Zentralfriedhof

Marianne Fritz starb am 1. Oktober 2007 mit 58 Jahren im Allgemeinen Krankenhaus in Wien an einer schweren Blutkrankheit. Sie wurde in einem ehrenhalber gewidmeten Grab auf dem Wiener Zentralfriedhof (Gruppe 40, Nr. 79) bestattet. Am 27. November 2014 wurde in Wien-Neubau der Marianne-Fritz-Park eröffnet.

## Die Romane von Marianne Fritz

### Anfänge
Bereits für ihre erste Veröffentlichung, den 1978 erschienenen Roman Die Schwerkraft der Verhältnisse, erhielt Marianne Fritz den Robert-Walser-Preis. Darin wird die Geschichte einer Kindsmörderin erzählt, die gequält von äußeren Umständen erst in einer Irrenanstalt und mit dem Verlust ihrer Sprache einen Schutz gegen die von ihr als beängstigend wahrgenommene Umwelt findet.

### Das „Festungsprojekt“
Seither arbeitete sie an einem literarischen Großprojekt, dem sie den Arbeitstitel Die Festung gegeben hat und das literarisch die Geschichte der ersten und zweiten Republik Österreich thematisiert.
Der 1980 vorgelegte Roman Das Kind der Gewalt und die Sterne der Romani, angesiedelt im Jahr 1921, schildert Konflikte, die nach der Vergewaltigung einer Roma-Frau in einem österreichischen Dorf entstehen, greift gleichzeitig aber die Schicksale der Dorfbewohner auf und lässt so ein umfassendes Bild der Zeit entstehen, welches über die Handlung reicht.

### Dessen Sprache du nicht verstehst
1985 erschien unter dem programmatischen Titel Dessen Sprache du nicht verstehst ein zwölfbändiger Roman, der ausgehend vom Jahre 1914 exemplarisch die Geschichte der Proletarierfamilie „Null“ aus dem Marktflecken „Nirgendwo“ in den Mittelpunkt stellt. Dieser zentrale Gegenstand wird von hunderten weiterer, ausschließlich proletarischer Haupt- und Nebenfiguren begleitet, so dass auf über 3000 Seiten ein komplexes Bild einer historisch zwar fixierbaren, jedoch gleichzeitig teilweise mythologisierten Parallelwelt entsteht. Das Ziel bleibt dabei, eine Geschichtsschreibung anzustreben, die jene erfasst, welche üblicherweise nur als Objekte im Strom der Ereignisse mitgerissen werden. Korrespondierend dazu bedient sich Marianne Fritz einer eigenwilligen Formen- und Erzählsprache, welche die üblichen Grenzen von Gattungen sowie allgemeiner sprachlicher Konvention sprengt und diese weit hinter sich zurücklässt. Sie verwendet einen unüblichen Satzbau, verändert Interpunktionsregeln, wodurch dem Satz neue Bedeutungsebenen zugewiesen werden, lässt Artikel wegfallen und dergleichen mehr. Die Geschichte der sonst Namenlosen erhält dadurch ihre eigene Sprache und setzt sich von jener der offiziellen Geschichtsschreibung ab. 
Der Verleger Siegfried Unseld notiert in seinem verlagsinternen, 2024 postum veröffentlichten Reisebericht von einem Besuch bei Marianne Fritz vom 10. Mai 1984, die Autorin habe auf stilkritische Einwände mit der selbstbewussten Aussage geantwortet: „Man muß sich eben auf mich einlassen oder nicht. Ich schreibe auch nicht Literatur, sondern ich gebe Antworten auf das Leben.“

### Naturgemäß
Mit den ersten beiden Teilen der auf drei Abteilungen angelegten Fortführung Naturgemäß hat Marianne Fritz ihren Stil konsequent weiter verfolgt, doch wollten ihr dabei nur noch wenige Leser folgen. Bereits bei Erscheinen von Naturgemäß I. Entweder Angstschweiß Ohnend Oder Pluralhaft (1996), der in fünf Bänden vorgelegt wurde, sprach die Kritikerin der FAZ von einer „Satzbauruine“ und einem „Disneyland der Dekonstruktion“, auch Naturgemäß II. Es ist ein Ros entsprungen / Wedernoch / heißt sie (1998) rief Befremdung hervor. Beide Bände, in denen der geografische wie zeitliche Rahmen des Festungsprojektes erweitert wird, sind im Faksimile des Typoskripts erschienen, Kursivschrift, Unterstreichungen, wechselnde Schriftbilder, Karten, Formeln und Randnotate überwuchern den Text. Seit 1998 arbeitete Marianne Fritz am dritten Teil, den sie jedoch bis zu ihrem Tod nicht fertigstellen konnte.

## Bedeutung
- Gegenüber der Zeitung „Falter“ (36/2003) äußerte sich Elfriede Jelinek: „Es ist ein singuläres Werk, vor dem man nur stehen kann wie ein gläubiger Muslim vor der Kaaba. Wahrscheinlich bin ich im ganzen zu klein für Marianne Fritz, sie geht nicht in mich hinein.“
- Der Germanist Wendelin Schmidt-Dengler schrieb in der Tageszeitung Der Standard vom 10. Oktober 2000: „Jedes Wort, das man zum Lobe dieser Autorin ausspricht, hat die Gegenfrage zur Folge, ob diese Form des Lobes auch zuträfe. Das Werk der Marianne Fritz zwingt in einem fort, unsere Kriterien zu überprüfen, und es wird zu einer Herausforderung für die Kritik oder besser: Es sollte zu einer Herausforderung werden, denn die Kritik hat diese noch nicht angenommen, teils aus Bequemlichkeit, teils aus Unverstand. [...] Wer sich dem Sog der Texte überlässt, der spürt von jenen Schwierigkeiten wenig, die ihm besorgte Kritiker oder beunruhigte Pädagogen einreden. Und es wäre an der Zeit, nicht zu betonen, wie umfänglich, sondern wie umgänglich Marianne Fritz' Texte sind.“
- Am 19. April 2001, anlässlich der Verleihung des Franz Kafka Preises 2001 an Marianne Fritz, meinte Wendelin Schmidt-Dengler in einem ORF-TV-Interview: „Ich halte das für eines der wichtigsten Prosawerke des 20. Jahrhunderts und auch des beginnenden 21. Jahrhunderts. Ich glaube, dass in diesem Text die österreichische Geschichte wie in kaum einem anderen anwesend ist und das in einer Form, die unverwechselbar ist. Ich glaube, sie hat eine der triftigsten Diagnosen der beiden großen Kriege im vorigen Jahrhundert geschrieben, vor allem des Ersten Weltkrieges, und das macht für mich, wenn ich so sagen darf, die wesentliche Faszination aus. ... Ich glaube, diese Texte haben Zukunft, vielleicht nicht heute, nicht morgen, aber sicher übermorgen.“
- Der Schriftsteller Gerhard Henschel beurteilte Fritz' Werk ablehnend. In Ausgabe 3/1999 des in Frankfurt/Main erscheinenden Satiremagazins Titanic besprach er „Naturgemäß II“ wie folgt: „Wer ‚Naturgemäß II‘ lesen möchte, muß die Bände drehen wie ein Lenkrad. (…) Aber nicht allein die druckgraphische Willkür, auch die Prosa ruft Schwindelgefühle hervor. (…) Wer so schreibt, rechnet mit Jüngern, nicht mit Lesern. Und wer der Menschheit 2714 Romanseiten in diesem Stil unterbreitet, ist vom künstlerischen Metier ins terroristische übergewechselt.“
- In einem enragierten Brief an Siegfried Unseld aus dem Jahre 1986 bezeichnete Thomas Bernhard die Herausgabe ihres Werks als „größte verlegerische Peinlichkeit, die mir bis jetzt bekannt ist.“ Über 3000 Seiten proletarischen stumpfsinnigen Müll mit dem Bombasmus eines Jahrhundertereignisses zu drucken, gehöre in das Buch der Rekorde, als Stupiditätsrekord nämlich. (Thomas Bernhard, Siegfried Unseld: Der Briefwechsel. Suhrkamp Verlag 2010 – S. 491)

## Fritzpunkt
Von 2002 bis 2017 veranstaltete das Stadttheater Wien unter dem Namen Fritzpunkt eine ständige Reihe von Theateraufführungen, öffentlichen Aneignungen, performativen Installationen, Medienprojekten, Lesereihen, Vorträgen und Aktionen im öffentlichen Raum zum Werk von Marianne Fritz, z. B. im Rahmen des steirischen herbstes 2008 und 2010.
Das Fritz-Manöver, eine Übung für den Ernstfall, eines der Beispiele für diese Auseinandersetzung, bestand im Versuch, 1357 Menschen auf der Stadtwildnis Gaudenzdorfer Gürtel in Wien zu versammeln, um jeweils eine Doppelseite aus dem Roman Naturgemäß II simultan zu lesen, womit in etwa 10 Minuten der gesamte Roman bewältigt werden könnte. Am 11. September 2006 fanden sich einige hundert Literaturbegeisterte zur ersten „Übung für den Ernstfall“ zusammen.
Im Dezember 2010 installierte das Theaterkollektiv Fritzpunkt in der österreichischen Bundeshauptstadt die fragmentarische Operation „Textgelände Wien“. Das bis dato noch nicht verlegte Romanfragment „Naturgemäß III“ der Autorin Marianne Fritz war Ausgangsmaterial für Aktionen verschiedenster Genres, die von temporären Fritz-Interpretinnen und -Interpreten vom 1. bis zum 12. Dezember 2010 sowohl im öffentlichen als auch im privaten Raum realisiert wurden.
Am 14. Dezember 2011, dem 63. Geburtstag der Autorin, veröffentlichte das Theaterkollektiv Fritzpunkt das Romanfragment Naturgemäß III (Oder doch / Noli me tangere / „Rührmichnichtan!“) als Online-Fassung unter www.mariannefritz.at.
2017 wurde Fritzpunkt aufgelöst. Seitdem hat es sich die Agentur für Unabkömmlichkeitsbegründungen (AGFU) zur Aufgabe gemacht, mit einer Aufhebekunst das Archiv des Theaterkollektivs Fritzpunkt zum Verschwinden zu bringen und hat dieses Vorhaben im September 2024 abgeschlossen, um sich nun anderen Archiven zuzuwenden.

## Werke
- Die Schwerkraft der Verhältnisse. Frankfurt am Main: S. Fischer 1978. (= Collection S. Fischer Band 4.), ISBN 3-596-22304-0; Neuauflage mit einem Nachwort von Daniela Strigl, Berlin: Suhrkamp 2023 (Bibliothek Suhrkamp Bd. 1537), ISBN 978-3-518-22537-0.
- Das Kind der Gewalt und die Sterne der Romani. Roman. Frankfurt am Main: S. Fischer 1980, ISBN 3-10-022903-7.
- Was soll man da machen. Ein Einführungsband zum Roman Dessen Sprache du nicht verstehst. Frankfurt am Main: Suhrkamp 1985, ISBN 3-518-03216-X.
- Dessen Sprache du nicht verstehst (Ausgabe in drei Bänden). Frankfurt am Main: Suhrkamp 1985, ISBN 3-518-03562-2.
- Dessen Sprache du nicht verstehst (Ausgabe in zwölf Bänden). Frankfurt am Main: Suhrkamp 1985, ISBN 3-518-09706-7.
- Naturgemäß I. Entweder Angstschweiß / Ohnend / Oder Pluralhaft (Fünf Bände); Frankfurt am Main: Suhrkamp 1996. 3-518-40789-9.
- Naturgemäß II. Es ist ein Ros entsprungen / Wedernoch / heißt sie (Fünf Bände); Frankfurt am Main: Suhrkamp 1998, ISBN 3-518-40992-1.
- Naturgemäß III. Oder doch / Noli me tangere / „Rührmichnichtan!“ , Online-Fassung, Wien 2011.

## Auszeichnungen
- 1978 Robert-Walser-Preis
- 1979 Förderungspreis der Stadt Wien für Literatur
- 1983–85 Elias-Canetti-Stipendium der Stadt Wien
- 1986 Rauriser Literaturpreis der Österreichischen Länderbank
- 1988 Literaturpreis des Landes Steiermark
- 1989 Förderungspreis des Bundesministeriums für Unterricht, Kunst und Sport
- 1990 Robert-Musil-Stipendium des österreichischen Bundesministeriums für Unterricht, Kunst und Sport
- 1990 Förderungspreis zum österreichischen Würdigungspreis für Literatur
- 1994 Literaturpreis der Stadt Wien
- 1998 Österreichischer Würdigungspreis für Literatur
- 1999 Peter-Rosegger-Preis
- 2001 Franz-Kafka-Preis der Stadt Klosterneuburg und der österreichischen Franz-Kafka-Literaturgesellschaft